# Ейон Бейлі
Ейон Френсіс Гамільтон Бейлі (англ. Eion Francis Hamilton Bailey) — американський продюсер та актор, найбільш відомий по ролі Девіда Кеньона Вебстера в телесеріалі «Брати по зброї». Крім того Бейлі брав участь у таких відомих фільмах, як «Бійцівський клуб», «Мисливці за розумом», «Майже знамениті» і «Авансцена», а також «Якось у казці».

## Життєпис
Ейон Бейлі виріс в Санта Йнез Валлі в Каліфорнії. Його батько володів маленькою авіакомпанією, яка перевозила людей штатами. Ейон завжди слідував за батьком під час його польотів, та батько давав йому уроки по польоту після висадки пасажирів. Перший урок він отримав у віці 12-ти років.
Коли Ейон не літав або не грав у бейсбол, він разом з друзями відвідував Солванг, невелике туристичне містечко неподалік. Він через силу вчився в школі, до тих пір, поки не знайшов своє покликання в своїй старшій школі на театральному факультеті. Бейлі охоче виступав у кожній шкільній постановці, офіційно продовжуючи вчитися в Американській Академії Драматичних Мистецтв у Нью-Йорку. Бейлі також пройшов короткий курс в Міському Коледжі Санта-Барбари.

## Фільмографія

### Фільми
| Рік  |    | Українська назва    | Оригінальна назва                    | Роль                   |
| ---- | -- | ------------------- | ------------------------------------ | ---------------------- |
| 1997 | ф  | Місце під сонцем    | A Better Place                       | Райан                  |
| 1999 | ф  | Бійцівський клуб    | Fight Club                           | Ріккі                  |
| 2000 | ф  | Молоді і невідомі   | The Young Unknowns                   | Джо                    |
| 2000 | ф  | Майже знамениті     | Almost Famous                        | Джен Веннер            |
| 2002 | ф  | Дружина мерзотника  | The Scoundrel's Wife                 | лейтенант Джек Беруелл |
| 2003 | тф |                     | And Starring Pancho Villa as Himself | Френк Теєр             |
| 2004 | ф  | Мисливці за розумом | Mindhunters                          | Боббі Вайтмен          |
| 2005 | ф  | Душа компанії       | Life of the Party                    | Майкл Елгін            |
| 2006 | ф  | Свічки на Бей стріт | Candles on Bay Street                | Сем                    |
| 2009 | ф  | Без назви           | (Untitled)                           | Джош                   |
| 2011 | ф  | Грейс               | Grace                                | Адам Ноуер             |
| 2017 | ф  |                     | Extortion                            | Кевін Рейлі            |

### Серіали
| Рік       |   | Українська назва                               | Оригінальна назва                                            | Роль                         |
| --------- | - | ---------------------------------------------- | ------------------------------------------------------------ | ---------------------------- |
| 1997      | с | Баффі — переможниця вампірів                   | Buffy the Vampire Slayer                                     | Кайл Дуфоерс                 |
| 1998      | с |                                                | Significant Others                                           | Кемпбелл Чейзен              |
| 1998      | с | Затока Доусона                                 | Dawson's Creek                                               | Біллі Конрод                 |
| 2001      | с | Брати по зброї                                 | Band of Brothers                                             | пядовий Девід Кеньон Вебстер |
| 2003      | с | Без сліду                                      | Without a Trace                                              | Крістофер Мейс               |
| 2004—2005 | с | Швидка допомога                                | ER                                                           | Джейк Скенлон                |
| 2005      | с | Місце злочину: Нью-Йорк                        | CSI: NY                                                      | Дін Лессінг                  |
| 2006      | с | Кошмари та сновидіння: З історій Стівена Кінга | Nightmares and Dreamscapes: From The Stories Of Stephen King | Лонні Фріман                 |
| 2009      | с | Мертва справа                                  | Cold Case                                                    | Патрік Леннокс               |
| 2009      | с | 4исла                                          | Numb3rs                                                      | Кем                          |
| 2010      | с |                                                | Dirty Little Secret                                          | Джек                         |
| 2010—2011 | с |                                                | Covert Affairs                                               | Бен Мерсер                   |
| 2011      | с | Студія 30                                      | 30 Rock                                                      | Андерс                       |
| 2011      | с | Закон і порядок: Злочинні наміри               | Law & Order: Criminal Intent                                 | Адам Вінтер                  |
| 2012—2017 | с | Якось у казці                                  | Once Upon a Time                                             | Август Вейн Бут / Піноккіо   |
| 2013      | с | Закон і порядок: Спеціальний корпус            | Law & Order: Special Victims Unit                            | Френк Паттерсон              |
| 2014      | с | Рей Донован                                    | Ray Donovan                                                  | Стів Найт                    |
| 2015      | с | Сталкер                                        | Stalker                                                      | Рей                          |
| 2018      | с | ФБР                                            | FBI                                                          | сенатор Гарі Лінч            |
| 2020      | с | Протистояння                                   | The Stand                                                    | Тедді Вайзак                 |
| 2020      | с | Емілі в Парижі                                 | Emily in Paris                                               | Ренді Циммер                 |
| 2022—2023 | с | Ззовні                                         | From                                                         | Джим Метьюз                  |

## Нагороди та номінації
| Рік  | Нагорода            | Категорія | Робота                               | Результат |
| ---- | ------------------- | --- | ------------------------------------ | --------- |
| 2004 | Супутник            | «Найкращий виступ актора в ролі другого плану в серіалі, в мінісеріалі або кінострічці, зробленій для телебачення» | And Starring Pancho Villa as Himself | Номінація |
| 2007 | Денна премія «Еммі» | «Видатний виконавець в дитячому, молодіжному та сімейному спеціальних випусках»                                    | Life of the Party                    | Перемога  |